# NGC 6391
NGC 6391 је елиптична галаксија у сазвежђу Змај која се налази на NGC листи објеката дубоког неба.
Деклинација објекта је + 58° 51' 3" а ректасцензија 17h 28m 49,0s. Привидна величина (магнитуда) објекта NGC 6391 износи 14,5 а фотографска магнитуда 15,5. NGC 6391 је још познат и под ознакама MCG 10-25-49, CGCG 300-41, PGC 60358.